# Лейус Тоомас
Тоомас Лейус (ест. Toomas Leius за радянським паспортом — Томас Карлович Лейус; 28 серпня 1941, Таллінн — 7 лютого 2025) — радянський і естонський тенісист, заслужений майстер спорту СРСР (1964).

## Біографія
Народився в інтелігентній родині і з ранніх років почав навчатися музиці. У десятирічному віці паралельно зайнявся тенісом, на якому в результаті і зупинився. У 1957 році дебютував на чемпіонаті Естонської РСР, маючи в своєму активі кілька перемог над більш старшими суперниками. Тактично грамотна гра Лейуса змогла компенсувати його недостатню фізичну форму, в результаті чого він сенсаційно вийшов у півфінал. У тому ж році став наймолодшим майстром спорту СРСР. У наступному році виграв чемпіонат Естонської РСР. Перший міжнародний успіх був на боці Лейусу в 1959 році на Вімблдонському турнірі — в юнацькому фіналі він обіграв англійця Роджера Тейлора з рахунком 6:3, 7:5 (ставши першим радянським переможцем Вімблдону) і отримав право брати участь в чоловічому турнірі, де, однак, вибув з боротьби в першому колі.
У 1960 році в третьому колі Вімблдону програв майбутньому переможцю австралійцю Нілу Фрейзеру (4:6, 1:6, 8:6, 3:6). 1962 року Лейус виступив на Відкритому чемпіонаті США, де вибув у другому колі.
У 1964 році став фіналістом турніру в лондонському Королівському клубі.
У 1965 році виступав на Відкритому чемпіонаті Франції, де дійшов до чвертьфіналу. Там він повинен був зустрітися з південноафриканцем Клиффом Дрісдейл, але керівництво радянської делегації заявило про відмову від матчу в знак протесту проти політики апартеїду.
У тому ж році завоював на Універсіаді три срібних медалі — в одиночному розряді, в парному розряді (спільно з Сергієм Лихачовим) і в змішаному парному розряді (з Єрмеловою).
У третьому колі Відкритого чемпіонату Австралії 1969 року Лейус в одиночному розряді програв австралійцю Рею Раффелсу, а в парному розряді разом з австралійцем Джоном Брауном дійшов до чвертьфіналу. У тому ж році став фіналістом турніру в новозеландському Окленді в парному розряді (з австралійцем Мелом Андерсоном).
1970 року закінчив Таллінський педагогічний інститут за спеціальністю «викладач фізичної культури». Тоді ж завоював на Універсіаді золоту медаль в змішаному парному розряді (спільно з Тійу Пармас) і дві срібні медалі — в одиночному і парному розрядах (спільно з Анатолієм Волковим)
У наступному році став фіналістом Відкритого чемпіонату Франції в змішаному парному розряді (з англійкою Вінні Шо).
Всього за свою кар'єру 23 рази вигравав чемпіонат Естонської РСР (9 раз в одиночному, і 14 в парному розрядах) і 10 разів — чемпіонат СРСР (в одиночному розряді 4 рази, і в парному — 6), ставши найуспішнішим естонським тенісистом.
У 1961, 1963 і 1965 роках визнавався спортсменом року Естонської РСР.
1974 року через ревнощі задушив свою дружину Ене і був засуджений до восьми років позбавлення волі, з яких відбув три. Після звільнення покинув Естонію і почав тренерську кар'єру. Працював в Узбекистані, Грузії (де отримав звання заслуженого тренера Грузинської РСР), Фінляндії, Німеччини.
1997 року повернувся до Естонії. Був капітаном збірної Естонії на Кубку Біллі Джин Кінг. Також тренував тенісистку Марет Ані.
Бере участь в турнірах ветеранів.
2009 року включений до Залу російської тенісної слави.

## Фінали Великого шлема

### Парний розряд, мікст: 1 (0–1)
| Результат | Рік  | Чемпіонат   | Поверхня | Партнерка | Суперники                     | Рахунок  |
| --------- | ---- | ----------- | -------- | --------- | ----------------------------- | -------- |
| Поразка   | 1971 | French Open | Глина    | Вінні Шоу | Франсуаз Дюрр Жан-Клод Баркле | 2–6, 4–6 |